# اکولن
اکولن (به لاتین: Akulen) یک منطقهٔ مسکونی در قرقیزستان است که در استان ایسیق‌کول واقع شده‌است.

## خصوصیات
اکولن ۱٬۶۲۸ متر بالاتر از سطح دریا واقع شده‌است.